# Estação Deportivo 18 de Marzo
A Estação Deportivo 18 de Marzo é uma das estações do Metrô da Cidade do México, situada na Cidade do México, entre a Estação Indios Verdes, a Estação Potrero, a Estação Lindavista e a Estação La Villa-Basílica. Administrada pelo Sistema de Transporte Colectivo, faz parte da Linha 3 e da Linha 6.
Foi inaugurada em 1º de dezembro de 1979. Localiza-se na Avenida de los Insurgentes. Atende o bairro Tepeyac Insurgentes, situado na demarcação territorial de Gustavo A. Madero. A estação registrou um movimento de 14.040.651 passageiros em 2016.